# 베누에주

베누에주의 위치

베누에주(영어: Benue State)는 나이지리아의 남부에 있는 주로, 주도는 마쿠르디이다. 면적은 34,059 km2이며, 인구는 5,181,642명(2005년)이다. 1976년 2월 3일 옛 베누에플래토주에서 분리되어 신설되었다. 북쪽으로는 나사라와주, 동쪽으로는 타라바주, 남쪽으로는 크로스리버주, 남서쪽으로는 에누구주, 서쪽으로는 코기주와 접하며 남동쪽으로는 카메룬과 국경을 접한다.